# Bernsdorf, Bautzen
Bernsdorf (Bản mẫu:Lang-wen) là một thị trấn với dân số 6.427 người thuộc huyện Bautzen, trong bang tự do Sachsen, Đức. Nó cách Kamenz 12 km về phía bắc, và Hoyerswerda 15 km về phía nam.

## Hợp tác quốc tế
Bernsdorf, Bautzen kết nghĩa với các đô thị:
- Quinsac (Pháp), từ 2006
- Steinenbronn (Đức), từ khi nước Đức thống nhất.